# Grandes Sucessos de Elza Soares
Grandes Sucessos de Elza Soares é um álbum de grandes êxitos da cantora e compositora brasileira Elza Soares, lançado em 1978 pela gravadora Tapecar.

## Contexto
Elza Soares lançou quatro álbuns pela gravadora Tapecar entre 1974 e 1977. Esta fase foi considerada irregular pela crítica, com algumas canções de destaque em álbuns medianos. Esta fase também foi caracterizada por uma maior gravação de sambas com temáticas afro-brasileiras, impulsionadas pelo sucesso da cantora Clara Nunes.

## Lançamento
Grandes Sucessos de Elza Soares foi lançado em 1978 pela Tapecar, reunindo músicas de destaque dos álbuns Elza Soares (1974), Nos Braços do Samba (1975), Lição de Vida (1976) e Pilão + Raça = Elza (1977). Além disso, a coletânea inclui "Salve a Mocidade", um dos maiores sucessos de Elza naquela década, e anteriormente disponível apenas como single.
Em abril de 2021, a coletânea foi lançada pela primeira vez nas plataformas digitais pela Deckdisc.

## Faixas
A seguir lista-se as faixas, compositores e durações de cada canção de Grandes Sucessos de Elza Soares:
| Lado A |                       |                                        |         |  |
| N.º    | Título                | Compositor(es)                         | Duração |  |
| 1.     | "Bom Dia Portela"     | Carlos Alberto dos Santos David Corrêa | 3:57    |  |
| 2.     | "Primeiro Eu"         | Romildo Toninho                        | 2:19    |  |
| 3.     | "Pranto Livre"        | Dida Everaldo da Viola                 | 3:34    |  |
| 4.     | "Enredo de Pirraça"   | Elza Soares Gerson Alves               | 3:37    |  |
| 5.     | "Nos Braços do Samba" | Dida Neoci Dias                        | 3:12    |  |
| 6.     | "Meia Noite Já é Dia" | David Corrêa Norival Reis              | 2:41    |  |

| Lado B |                                               |                                                                             |         |  |
| N.º    | Título                                        | Compositor(es)                                                              | Duração |  |
| 1.     | "Salve a Mocidade"                            | Luiz Reis                                                                   | 2:21    |  |
| 2.     | "Malandro"                                    | Jorge Aragão Jotabê                                                         | 3:11    |  |
| 3.     | "Lendas e Festas das Yabás"                   | Aroldo Forde Leôncio                                                        | 3:21    |  |
| 4.     | "Nó na Tristeza"                              | Carlito Cavalcanti Vicente Mattos                                           | 3:20    |  |
| 5.     | "Sal E Pimenta / Mulata Assanhada / Beija-Me" | Ataulpho Alves Mario Rossi Nazareno de Brito Newton Ramalho Roberto Martins | 2:12    |  |
| 6.     | "Estou com Raiva de Você"                     | Jorge Roberto Miro Barbosa                                                  | 3:09    |  |